# Pierre Perrin

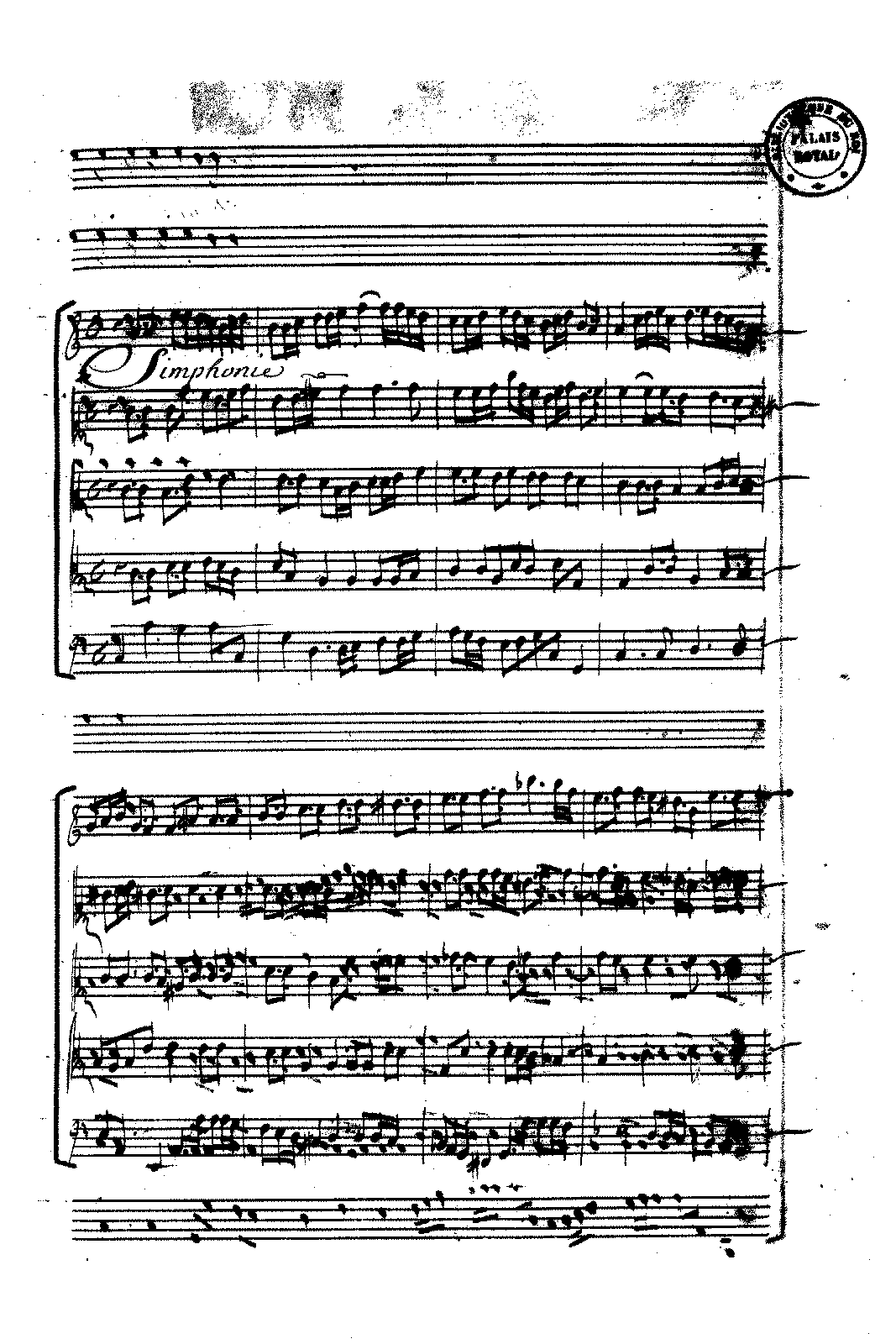
Plaude Laetare Gallia es un motete compuesto conjuntamente entre Jean-Baptiste Lully (música) y Pierre Perrin (texto), escrito para celebrar el bautismo del hijo del rey Luis XIV

Pierre Perrin nació en Lyon en 1620 y murió en París en 1675. Es conocido como poeta y teorizador de la ópera Francesa, de la cual es considerado su creador. Junto a Robert Cambert, compusieron Su Pastoral de Issy en 1659, luego Pomone en 1671 representado en la inauguración de la primera casa pública de ópera abierta en París (el Jeu de paume de la calle Mazarino). 
Luis XIV deliberó en Perrin el privilegio de la Ópera, pero luego irritado por dos estafadores (el marqués de Sourdéac y Champeron) es encarcelado por deudas y termina cediendo sus privilegios a Jean-Baptiste Lully en 1672.